# 茨城県住宅供給公社
茨城県住宅供給公社（いばらきけんじゅうたくきょうきゅうこうしゃ）は、かつて茨城県に存在した地方住宅供給公社である。

## 概要
茨城県住宅供給公社は1965年6月の地方住宅供給公社法制定に伴い、1952年に設立していた（財）茨城県住宅協会を改組して発足。
約1万3千戸の住宅・宅地を分譲するとともに賃貸住宅の管理なども行い、茨城県の地域振興、住宅政策の実施組織として重要な役割を担ってきた。特に宅地内道路、公園、下水など良質なインフラが整備された宅地を低廉、且つ大量に供給し、勤労者の住宅取得の推進に大きく貢献してきた。
しかしバブル経済の崩壊を契機に、需要が落ち込み、また民間事業者が競争力のある物件の供給を進めたため、住宅公社の販売は極端に落ちてきた。この間も住宅公社は水戸ニュータウン、百合が丘ニュータウン、桂たかね台、大貫台団地などの土地約377 haを約482億円で取得していた。地価の下落に伴い多額の保有土地含み損を抱えていながら、抜本的な対策が長年取られてこなかったが、会計基準の改定により減損会計、低価法が適用され、これらの含み損が顕在化され、経営悪化の実態が明らかになった。
全国の住宅供給公社としては初めて、2010年 9月28日に自己破産の申し立てをし、同10月8日 水戸地裁から破産手続きの開始決定を受けた。負債総額523億円、約400億円の債務超過だった。2009年から５年間に限り「第三セクター等改革推進債」（3セク債）の発行が認められるようになった為、これを利用することで最大の債権者である茨城県は住宅公社を自己破産させることができた。2010年12月以降、破産管財人によって宅地および未完成土地などの残った不動産の処理を進めている。民間企業に売却された宅地は、下落した土地の実勢価格が分譲価格に反映され、住宅建築が進みつつある。

## 沿革
- 1952年5月 - 財団法人茨城県住宅協会として発足。
- 1965年7月 - 地方住宅供給公社法に基づき、「茨城県住宅供給公社」に組織変更。
- 2010年
  - 9月28日 - 水戸地裁の自己破産を申請。
  - 10月8日 - 破産手続の開始決定がなされ、破産管財人が選任。

## 主な宅地
- 潮来サニータウン
- 百合が丘ニュータウン
- 永国
- 第2千代田南
- 桂たかね台（城里町）
- 市毛
- 水戸ニュータウン
- 里見白幡台
- 北条団地
- 大貫台団地